# Erik Åberg (ingenjör)
Erik Martin Åberg, född 25 augusti 1880 i Danderyds församling, Stockholms län, död 6 oktober 1954, var en svensk väg- och vattenbyggnadsingenjör. 
Åberg, som var son till registrator Otto Åberg och Maria Norbin, avlade studentexamen i Stockholm 1899 och utexaminerades från Kungliga Tekniska högskolan 1903. Han blev biträdande ingenjör vid Stockholms vattenledningsverk 1903, föreståndare för Norsborgs vattenverk 1905, var arbetschef för nybyggnaderna där 1912–1916, för Hammarbyleden 1916–1929 och var direktör för Stockholms vattenledningsverk från 1929. Han tilldelades S:t Eriksmedaljen 1939. Åberg är begravd på Danderyds kyrkogård.